# André Mellac
Pour les articles homonymes, voir Mellac (homonymie).
André Mellac est un homme de lettres, administrateur de journaux et militant régionaliste breton, né le 10 octobre 1870 à Lorient (Morbihan) et mort le 11 septembre 1936, à Lorient. Il est l'administrateur de Dihunamb, la principale revue en breton vannetais en collaboration avec Loeiz Herrieu. Après la réunion ouverte tenue à de Roscoff en 1905, il siège comme ovate (métier non littéraire) à la confrérie néo-druidique, le Gorsedd de Petite Bretagne sous le nom de Gwenedour.

## Jeunesse et formation
Issu d'une famille de bouchers, il fait des études primaires à Lorient, puis secondaires au petit séminaire de Ploërmel. Il apprend le breton en cachette de ses parents, car ceux-ci ne lui avaient pas transmis la langue. À l'Université de Rennes, il passe une licence de droit, mais suit aussi les cours d'histoire de Bretagne d'Arthur de La Borderie. Revenu à Lorient, il ne s'engage pas dans la carrière juridique qu'il avait entrevue.

## L'activité journalistique et politique
En 1901, il fait la rencontre de Loeiz Herrieu et, après avoir assisté au congrès de l'Union régionaliste bretonne, à Quimperlé, ils adhèrent à l'association.
En janvier 1905, les deux amis décident de créer la revue littéraire mensuelle Dihunamb, entièrement en breton du Pays de Vannes. André Mellac donne son argent et surtout son temps pour se charger de l'administration complète, y compris les expéditions aux abonnés, la revue ayant son siège chez lui, 10 rue du Gaz à Lorient.
En 1906, les deux associés lancèrent un journal hebdomadaire en français et en breton, le Réveil breton, rebaptisé l'année suivante Le Pays breton, dont ils étaient les principaux rédacteurs. André Mellac signait sous différents pseudonymes, parmi lesquels Er Renour et G. E. Ils recevaient des articles de grandes personnalités du mouvement breton, dont Jean-Pierre Calloc'h, Pierre Mocaër, Guillaume Le Borgne, Yves Le Diberder, Joseph Le Bayon, Jérôme Buléon, etc.
Après l'interruption des publications du fait de la guerre de 1914-1918, seul le mensuel Dihunamb put reparaître en 1921.
En 1911, il est trésorier de l'Union régionaliste bretonne (URB) et il fait partie des membres de l'association qui décident de quitter l'URB pour créer la Fédération régionaliste bretonne dans laquelle il est élu au même poste au congrès constitutif de Rennes. Le congrès de Pont-Aven le fait accéder au poste de secrétaire en 1925.

En 1934, face à la droitisation extrême du Parti national breton, il prend une part décisive à la relance éphémère de la Fédération régionaliste de Bretagne qui élit Jean Choleau comme président au congrès de Rosporden.

Il prend part à la reprise des activités du Gorsedd en 1926 et organise en 1928, avec Loeiz Herrieu et Jean-François-Marie Jacob la réunion annuelle de la confrérie des bardes à Locmariaquer.

En 1929, il participe au lancement de la revue An Oaled-Le Foyer breton après la faillite du Consortium breton (1929) et figure constamment dans le comité de patronage.
Il était le type même du militant obscur, travailleur et toujours dévoué, payant souvent de sa poche. Il était surnommé par ses relations « le bourru bienfaisant ».
En septembre 1936, il est retrouvé mort chez lui, sans qu'on ait pu déterminer la date exacte de son décès.